# 四向四果
四向四果 （しこうしか）とは、原始仏教や部派仏教における声聞によって悟りに至る階位のことであり、預流向・預流果・一来向・一来果・不還向・不還果・阿羅漢向・阿羅漢果のこと。四双八輩ともいう。
果とは、到達した境地（果位）のことであり、向は特定の果に向かう段階のことである。4つの果を合わせて四沙門果（ししゃもんか）とも言う。仏典中では第一果、第二果、第三果、第四果といった形でも参照される。
原始仏教・部派仏教では、阿羅漢果は修行者の到達しうる最高位であり、それ以上に学ぶ必要が無いので阿羅漢果を無学位といい、阿羅漢果に達した者を無学という。四向四果のうちで阿羅漢果未満の預流果・一来果・不還果を有学位といい、阿羅漢果未満の聖者（七輩）を有学という。

## 内容
パーリ仏典においては、第一の沙門、第二の沙門、第三の沙門、第四の沙門として列挙される。

Evametaṃ bhikkhave sammā sīhanādaṃ nadatha. Katamo ca bhikkhave samaṇo?

Idha bhikkhave bhikkhu tiṇṇaṃ saṃyojanānaṃ parikkhayā sotāpanno hoti avinipātadhammo niyato sambodhiparāyaṇo. Ayaṃ bhikkhave samaṇo.

Katamo ca, bhikkhave, dutiyo samaṇo? ...(略)...
比丘たちよ、以下のように正しく獅子吼しなさい。比丘たちよ、いかなるものが第一の沙門なのか。

比丘たちよ、ここに比丘がいて、三結の滅尽によって預流となり、真理から堕ちない法を有するもの、正覚への至りが決定している、 比丘たちよ、これが第一の沙門である。

比丘たちよ、いかなるものが第二の沙門なのか。...(略)... 
—パーリ仏典, 増支部四集 241,沙門経 Samaṇasuttaṃ, Sri Lanka Tripitaka Project
下記の(1)〜(8)の8つが四向四果。
- 預流（よる） - 聖者の流れ（見道位）に入ることで、欲界の人と天の間を最大7回生まれかわれば悟りを開く位[1]。須陀洹を指す[6]。
  - (1) 預流向 - 四聖諦を観察する段階である見道[6]。欲界、色界、無色界の三界の煩悩を断じつつある間[6]。
  - (2) 預流果 - 見道のそれらの煩悩を断じ終って、もはや地獄、餓鬼、畜生の三悪道に堕ちることがなくなる状態[6]。
- 一来（いちらい） - 人と天の間を1回往来して悟りに至る位[1]。斯陀含を指す[6]。
  - (3) 一来向 - 四聖諦を観察することを繰返していく修道の段階[6]。欲界の修道の煩悩を9種に分類したうちの6種の煩悩を断じつつある間[6]。
  - (4) 一来果 - その6種の煩悩を断じ終った位[6]。
- 不還（ふげん） - 欲界には再び還らず色界に上って悟りに至る位[1]。阿那含を指す[6]。
  - (5) 不還向 - 一来果で断じきれなかった残りの3種の煩悩を断じつつある間[6]。
  - (6) 不還果 - その3種の煩悩を断じ終った位[6]。
- 阿羅漢（あらかん、漢訳：応供） -  今生の終りに悟り（涅槃）に至り再び三界には生れない位[1][4]。
  - (7) 阿羅漢向 - 不還果を得た聖者がすべての煩悩を断じつつある間[6]。
  - (8) 阿羅漢果 - すべての煩悩を断じ終って涅槃に入り、もはや再び生死を繰返すことがなくなった位[6]。

## 煩悩との関係
四沙門果と煩悩の関係は以下の通り。
| 四沙門果 | 煩悩                                                     |
| -------- | -------------------------------------------------------- |
| 預流果   | 三結（有身見・疑・戒禁取）が絶たれている。               |
| 一来果   | 三毒（貪・瞋・癡）が薄まっている。                       |
| 不還果   | 五下分結（三結＋貪・瞋）が絶たれている。                 |
| 阿羅漢果 | 五上分結（色貪・無色貪・慢・掉挙・無明）が絶たれている。 |

| 四向四果 (解脱の10ステップ, パーリ経蔵による) | |              |                               |
| 到達した境地(果位)                            | 解放された結                                                                                           | 解放された結 | 苦が終わるまでの輪廻          |
| 預流                                          | 1. 有身見 (我が恒久であるという信条) 2. 疑（教えに対しての疑い） 3. 戒禁取（誤った戒律・禁制への執着） | 下分結       | 最大7回、欲界と天界を輪廻する |
| 一来                                          | 1. 有身見 (我が恒久であるという信条) 2. 疑（教えに対しての疑い） 3. 戒禁取（誤った戒律・禁制への執着） | 下分結       | 一度だけ人として輪廻する      |
| 不還                                          | 4. 欲への執着（欲愛） 5. 憤怒（瞋恚, パティガ）                                                        | 下分結       | 欲界及び天界には再び還らない  |
| 阿羅漢                                        | 6. 色貪 7. 無色貪 8. 慢, うぬぼれ 9. 掉挙 10. 無明                                                     | 上分結       | 三界には戻らず輪廻から解放    |

## 成立
この四向四果の説が整えられたのは、部派仏教時代のアビダルマ教学においてだと考えられる。
それ以前の初期仏教においては、例えばパーリ語仏典の『大般涅槃経（大パリニッバーナ経）』では、
- 一来 - 一度だけ生まれ変わる。
- 預流 - 聖者の流れに入る。
- 不還 - 二度と生まれ変わらない。

の3つの順で示されることがあり、「不還」がそのまま涅槃到達を意味しているなど、四向四果とはいくらか様相が異なる説明が混在している。不還果は四向四果でも、文字通り生まれ変わらないという意味で説かれる。

## 大乗『涅槃経』に見る解釈
大乗経典の『涅槃経』四依品では、これらの声聞衆と凡夫を人四依として挙げて、仏滅後の末世（すなわち末法）において正しく依るべき4種の人（四種人）としている。また、小乗（二乗）を批判して形成されたのが大乗仏教であるが、『涅槃経』においては、これら二乗を大乗の菩薩と同視するのが特徴である。
- 須陀洹・斯陀含は、もし正法を得れば正法を受持し、如来より法を聞けば書写・受持・読誦して他のために説く者で「すでに受記を得た菩薩」とする。
- 阿那含は、世間法に執られず大乗を説き、相続して絶えず永く欲を離れ、臨終の日に畏怖を生ぜず、再び欲界に還らず、すでに受記を得て、「久しからず悟りを成じる菩薩」とする。
- 阿羅漢は、菩薩の十地の境涯に住し、仏道を成ぜんと欲せば、いつでも成仏することができ、実は「如来と異なるところはない」とする。